# Rozetka (przedsiębiorstwo)
Rozetka (przedsiębiorstwo) – ukraiński sklep internetowy, obecnie największa firma w branży e-commerce na Ukrainie. Prace nad stworzeniem sklepu rozpoczęły się w 2004 r., a sprzedaż ruszyła w czerwcu 2005 r. W 2014 r. Rozetka zaczęła działać jako marketplace, umożliwiając sprzedaż za pośrednictwem portalu innym firmom. W 2017 r. w Kijowie otwarto hipermarket Rozetka, a od 2020 r. powstawać zaczęły stacjonarne punkty odbioru dostaw Rozetki, częściowo w formie franczyzy.
W czerwcu 2023 Rozetka uruchomiła sklep internetowy w Polsce.

## Historia
Sklep internetowy Rozetka stworzyli Iryna i Władysław Czeczotkinowie. Pracę nad nim zaczęli w 2004 r., a w czerwcu 2005 r. rozpoczęła się sprzedaż. Początkowo sklep oferował telefony komórkowe, sprzęt komputerowy oraz elektronikę użytkową, a więc urządzenia, które “da się podłączyć do gniazdka”. I stąd wzięła się nazwa sklepu – Rozetka, co po ukraińsku oznacza gniazdko elektryczne (ukr. розетка). Pierwszym sprzedanym na platformie artykułem był telefon komórkowy marki Samsung.
W związku z kryzysem finansowym w 2008 r. sprzedaż artykułów RTV i AGD zaczęła drastycznie spadać. Czeczotkinowie podjęli więc decyzję o poszerzeniu asortymentu swojego sklepu o nowe kategorie, m.in. odzież, akcesoria sportowe, zabawki i kosmetyki. W kolejnych latach polityka ta było kontynuowana, a Rozetka ze specjalistycznego sklepu przekształciła się w pełnoprawny internetowy supermarket.
Dalszy rozwój Rozetki polegał na stopniowym wprowadzaniu od 2014 r. możliwości sprzedaży na platformie przez inne firmy. Aby w pełni wykorzystać potencjał tego rozwiązania, właściciele zdecydowali się na pozyskanie zewnętrznego finansowania. W platformę zainwestował fundusz private equity Horizon Capital (kwota inwestycji nie została ujawniona), a uzyskany kapitał posłużył m.in. do kupienia kompleksu magazynowego pod Kijowem oraz rozwoju funkcjonalności marketplace’u.
Bardzo ważnym krokiem w rozwoju Rozetki była jej fuzja z EVO Group, właścicielem konkurencyjnego marketplace’u Prom.ua, zrealizowana w latach 2017-2018. Rozetka przejęła EVO, kupując 54% udziałów od południowoafrykańskiego funduszu Naspers. Jednocześnie właściciele EVO otrzymali mniejszościowe udziały Rozetce. W konsekwencji Rozetka stała się najbardziej popularną platformą sprzedażową w Ukrainie.
W tym samym czasie w Kijowie otwarty został pierwszy stacjonarny hipermarket Rozetka, a później kolejne sklepy. W 2018 r. otwarto pierwszy supermarket poza Kijowem – w Odessie, a później także w innych miastach Ukrainy.

Od 2020 r. powstawać zaczęły stacjonarne punkty odbioru dostaw Rozetki. Można w nich sprawdzić towar, dokonać płatności za zamówienie, ale też przymierzyć kupioną odzież i dokonać zwrotu. Aby przyspieszyć rozwój sieci punktów odbioru firma zdecydowała się na umożliwienie otwierania ich przez przedsiębiorców w formie franczyzy. Dzięki temu do października 2023 r. powstało ich ponad 400 w 122 miejscowościach w Ukrainie.

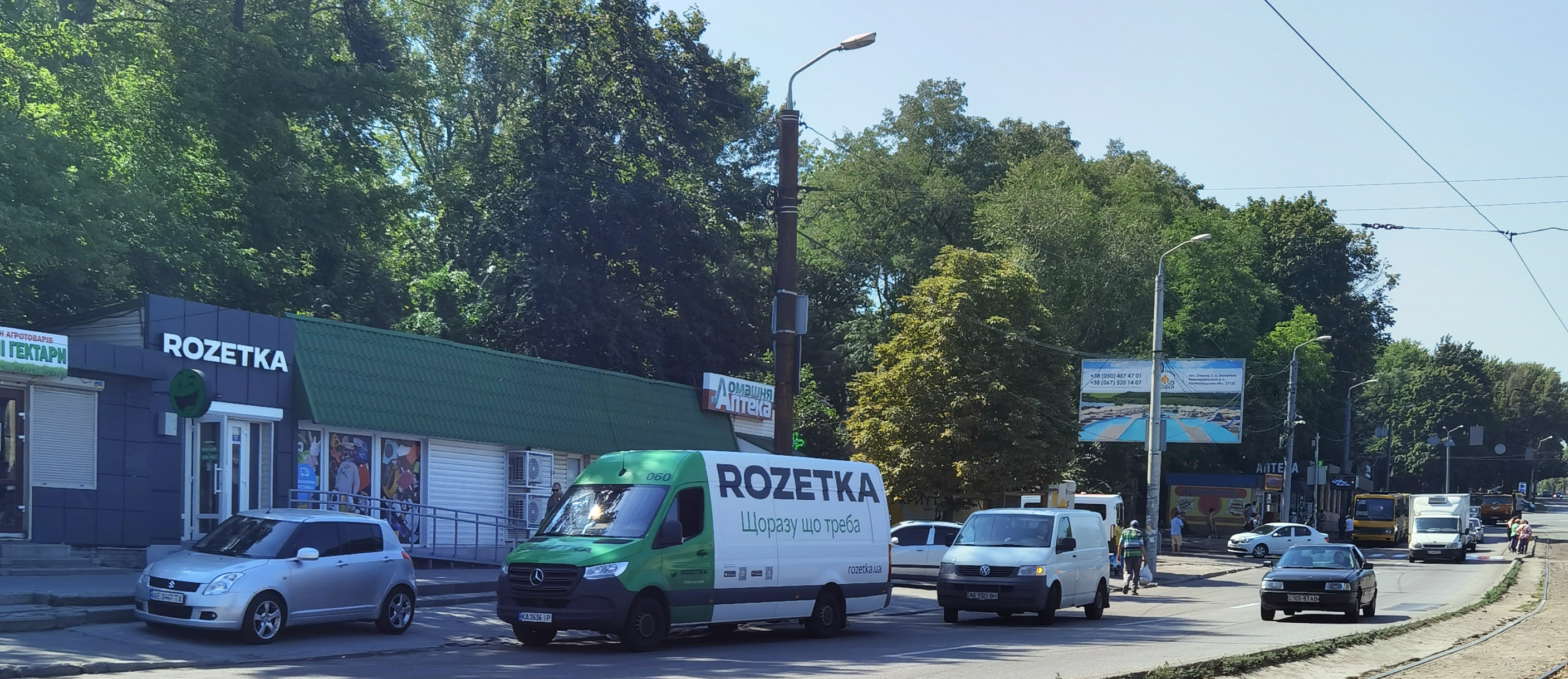
Rozetka bus. Dnipro.

Dzięki posiadanemu centrum logistycznemu w 2021 r. Rozetka rozszerzyła zakres swoich usług dla partnerów sprzedających na platformie o fulfilment. Obejmuje on przechowywanie towaru w magazynach, dostawę do klientów i pełną obsługę posprzedażową.
Atak Rosji na Ukrainę i walki toczone w okolicach Kijowa, gdzie znajdowały się magazyny Rozetki, poważnie zagroziły przetrwaniu firmy. Obroty drastycznie spadły, utrudnione zostały wszystkie procesy logistycznie. Ostatecznie magazyn pod Kijowem nie został zniszczony, a marketplace zaczął wracać do normalnego funkcjonowania.
Aby kontynuować rozwój, w 2023 r. Rozetka otworzyła sklep internetowy w Polsce. Firma była obecna w Polsce już wcześniej – posiadała magazyn, który służył do obsługi zamówień produktów z Zachodu. W związku z emigracją do Polski dużej liczby Ukraińców spowodowaną wojną, Rozetka we wrześniu 2022 r. uruchomiła dostawy do Polski. W marcu pojawiły się ogłoszenie z ofertami pracy w Polsce, a w czerwcu na platformie rozpoczęła się sprzedaż.